# Устав Грузије
Устав Грузије (груз. საქართველოს კონსტიტუცია, sakartvelos k'onstitutsia) је највиши правни акт Грузије. Усвојен је од стране Парламента Грузије 24. августа 1995. године а ступио је на снагу 17. октобра 1995. Устав је заменио Уредбу о државној власти из новембра 1992. године која је функционисала као привремени основни закон након распада Совјетског Савеза.

## Период након распада Совјетског Савеза
За време мандата Звиада Гамсахурдије, првог демократски изабраног председника Грузије након распада Совјетског Савеза, држава је наставила да функционише по Уставу Грузијске ССР из 1978. године, који се базирао на Уставу Совјетског Савеза из 1977. године. Први посткомунистички парламент је битно изменио тај документ. Фебруара 1992. године, Грузијски национални конгрес формално је одредио Устав Грузије из 1921. године као ефективни Устав Грузије. Та уредба добила је легитимитет потписом Џабе Јоселијани и Тенгиза Китованија, у то време двојице од три члана владајућег Војног већа. Фебруара 1993. године, Едуард Шеварднадзе позвао је на обимну ревизију Устава из 1921. године. Бројни делови тог документа су окарактерисани као потпуно неприхватљиви, Шеварднадзе је предложио формирање уставне комисије за израду нове верзије децембра 1993. године.

## Амандмани из 2004. године
Дана 4. јануара, Михаил Сакашвили је победио на председничким изборима са огромном већином од 96 посто гласова. Уставни амандмани који су усвојени у парламенту у фебруара омогућавали су председнику да може да распусти парламент и изабере премијера. Зураб Жванија је проглашен за премијера а Нино Бурџанадзе, привремена в. д. председница, постала је председавајућа у парламенту.

## Амандмани из 2010. године
Дана 15. октобра 2010. године, Парламент Грузије усвојио је са 112 гласова пет главних уставних амандмана, који ће значајно смањити овлашћења следећег председника у корист премијера и владе. Нови Устав ступио је на снагу 17. новембра 2013. године инаугурацијом Гиоргија Маргвелашвилија, победника на грузијским изборима 2013. године.